# ジェラルディン・マコックラン
ジェラルディン・マコックラン（Geraldine McCaughrean、1951年6月6日 –  ）は、イギリス人児童文学作家である。
1988年にカーネギー賞、1989年にガーディアン賞、2004年にウィットブレッド賞、2008年にマイケル・L・プリンツ賞を受賞した。

## 受賞歴
- カーネギー賞　1988年 （A Pack of Lies（『不思議を売る男』）に対して）
- ガーディアン賞　1989年 （A Pack of Liesに対して）
- ウィットブレッド賞児童文学部門　2004年 （Not the End of the World（『世界はおわらない』）に対して）
- マイケル・L・プリンツ賞　2008年 （The White Darkness（『ホワイトダークネス』）に対して）

## 主な著書
- en:A Pack of Lies（『不思議を売る男』）
- A Little Lower Than the Angels
- Gold Dust
- Not the End of the World（『世界はおわらない』）
- The White Darkness（『ホワイトダークネス』）
- en:Peter Pan in Scarlet（『ピーター・パン　イン　スカーレット』）
- Smile!（『空からおちてきた男』）
- Stop the Train
- Plundering Paradise（『海賊の息子』）
- en:The Kite Rider
- en:The Stones Are Hatching（『ジャッコ・グリーンの伝説』）
- The Pirate's Son

## 日本語訳された作品
- 『リトル・エンジェル』(LITTLE ANGEL)たきのしまるな訳、イアン・ベック絵、文渓堂、1996年
- 『不思議を売る男』金原瑞人訳、佐竹美保絵、偕成社、1998年
- 『おばあちゃんの時計』(MY GRANDMOTHER’S CLOCK)児童図書館・絵本の部屋、まつかわまゆみ訳、スティーブン・ランバート絵、評論社、2002年
- 『ジャッコ・グリーンの伝説』金原瑞人訳、小松良佳絵、偕成社、2004年
- 『ピーター・パン イン スカーレット』こだまともこ訳、デイビッド・ワイアット絵、小学館、2006年
- 『海賊の息子』上原里佳訳、佐竹美保絵、偕成社、2006年
- 『世界はおわらない』金原瑞人・段木ちひろ訳、主婦の友社、2006年
- 『ホワイトダークネス〈上〉・〈下〉』YA dark、木村由利子訳、あかね書房、2009年
- 『シェイクスピア物語集 ― 知っておきたい代表作10』(Stories from Shakespeare)、金原瑞人訳、ひらいたかこ絵、偕成社、2009年
- 『空からおちてきた男』金原瑞人訳、佐竹美保絵、偕成社、2007年
- 『ティムール国のゾウ使い』(Tamburlaine’s Elephants)、こだまともこ訳、宮尾和孝絵、小学館、2010年